# Cúmulo abierto M23
M23 (también conocido como NGC 6494) es un cúmulo abierto en la constelación de Sagitario cerca del límite con Ophiuchus, que puede apreciarse con prismáticos. Fue descubierto por Charles Messier el 20 de junio de 1764.
M23 está a una distancia de unos 2.150 años luz desde la Tierra y su radio es de alrededor de 15-20 años luz. Hay unos 150 miembros identificados en este cúmulo, siendo el más brillante de magnitud 9.2.
- Datos: Q11396
- Multimedia: Messier 23 / Q11396